# 劉體元
劉體元（1497年—？年），字吴孚，廣東廣州府南海縣人，民籍。

## 生平
治《易經》，行三，正德十四年（1519年）廣東鄉試第三十四名舉人，年二十七歲中式嘉靖二年（1523年）癸未科會試第三百十九名，第三甲第一百九十七名進士。官至刑部郎中，嘉靖十四年十二月奉命恤刑雲貴。

## 家族
曾祖劉芳。祖父劉廣成。父劉蔭。母曾氏。具庆下。兄孟元、仲元、弟恂、侃、怡。